# 兴峰乡
兴峰乡，是中华人民共和国重庆市忠县下辖的一个乡镇级行政单位。

## 行政区划
兴峰乡下辖以下地区：
中伏村、南天村、太洪村、兴峰村和三元村。